# Jaroslav Vojna
Jaroslav Vojna (3. května 1909 Týn nad Vltavou – 8. července 1974 Praha) byl český malíř, ovlivněný tvorbou Mikoláše Alše.

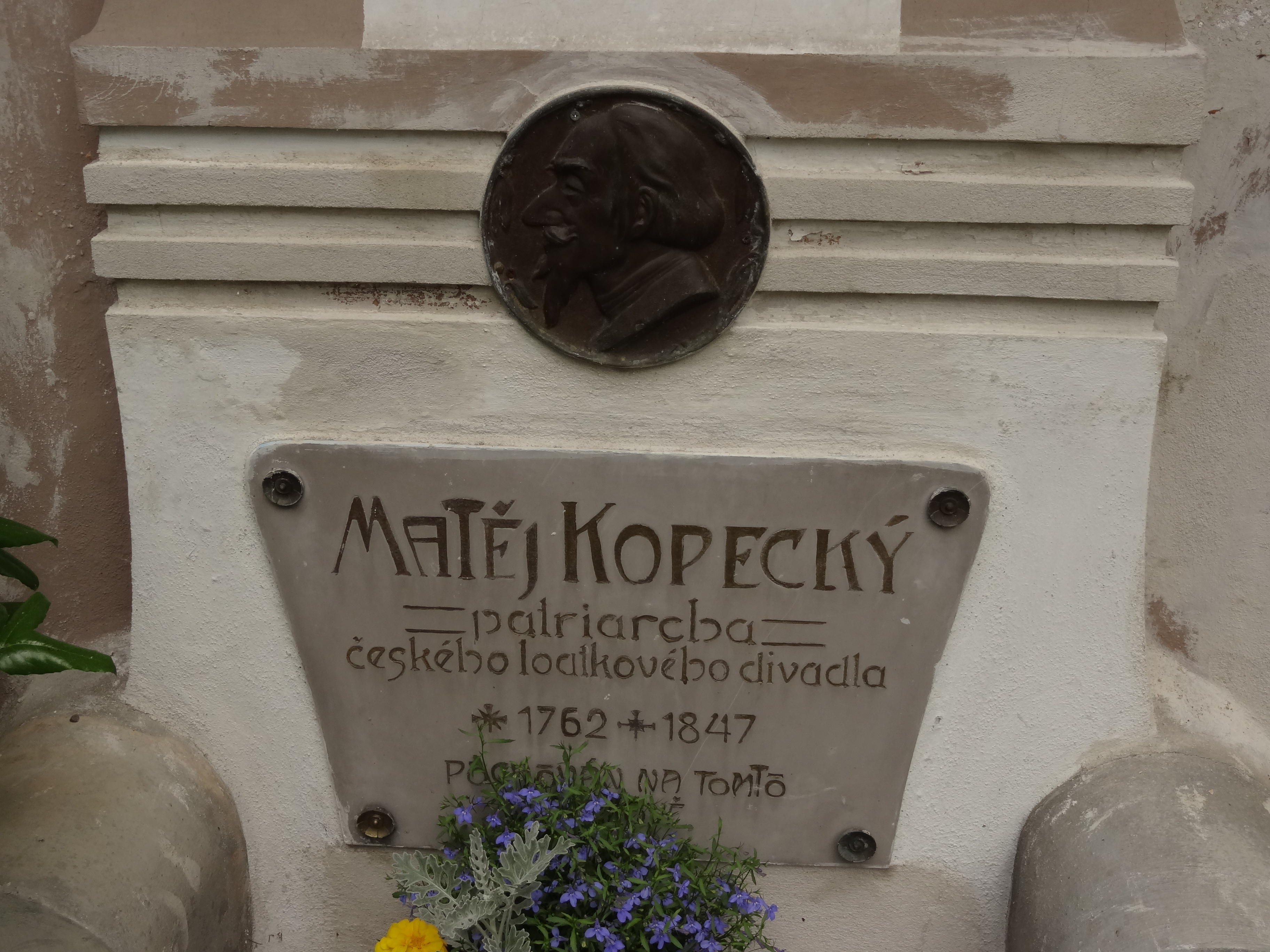
Jaroslav Vojna: Reliéf Matěje Kopeckého, Týn nad Vltavou)

## Život

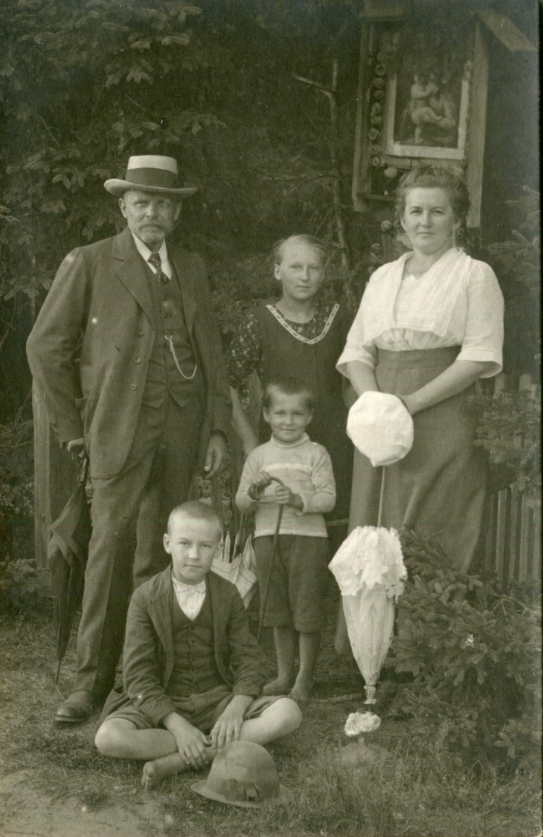
Rodina Jaroslava Vojny st. (asi 1914, Jaroslav Vojna ml. uprostřed)

Narodil se v rodině vltavotýnského architekta Jaroslava Vojny a jeho manželky Gabriely, rozené Drexlerové; byl nejmladší ze tří dětí. Studoval na UMPRUM v letech 1926–1932 (jeho profesorem byl mj. V. H. Brunner) a po vojenské službě, v letech 1934–1936, na AVU (pode vedením T. V. Šimona).

### Rodinný život
Dne 14. srpna 1941 se v Praze–Smíchově oženil s Ludmilou Alšovou, vnučkou Mikoláše Alše. Jeho syn Jaroslav Mikoláš Vojna je fotograf a kreslíř.

## Dílo
Jaroslav Vojna byl ovlivněn dílem Mikoláše Alše, který mu byl vzorem. Jeho díla též Alšovy kresby připomínají a to jak technikou, tak náměty (např. vojáci, venkovský život, historická témata atd.)
Je autorem fiktivního reliéfu Matěje Kopeckého, který byl vsazen do jeho symbolického náhrobku na hřbitově v Týně nad Vltavou roku 1927.

### Knižní ilustrace
- Pohádka o chudých myškách (autor František Pokorný; V Praze, Tiskové a nakladatelské družstvo CČS, 1931
- Babička (Božena Němcová; Praha, L. Janů, 1936
- Obrázkový egyptsko-persko-chaldejský snář (13 obrázků od Mikoláše Alše, dalších 90 ilustrací Jaroslav Vojna; Praha, Antonín Herman 1939; Havířov, Mikula 1994; Praha, Levné knihy 2000)
- Poutníček (obrázkový letopis našeho lidu v písních a říkadlech; V Praze : Karel Voleský, 1940)
- Špalíček našich nejkrásnějších báchorek (uspořádal Kuzma; V Praze, Toužimský a Moravec, 1941)
- Národní báchorky (autor Božena Němcová; Praha, Karel Červenka, 1942)
- Věnec bájí a pověstí (autor Karel Dewetter; V Jaroměři, „Ars“ Doležal & Steinbrener, 1944)
- Vltavotýnské pověsti (sebral a upravil Bedřich Karásek; V Blatné, Jihočeské nakladatelství Bratří Řimsové, 1945; Týn nad Vltavou, o. s. Patriot 2000)

### Výstavy (výběr)
- 1946/1947 – Pacov, souborná výstava k 85. narozeninám[6]
- 2019 – Městské muzeum v Týně nad Vltavou připomnělo 110. výročí umělcova narození výstavou.[2]